# Giselbert von Admont
Giselbert von Admont († 1. Oktober 1101 vermutlich in Jerusalem) war ursprünglich Mönch des Klosters Hirsau, dann Abt des Klosters Reinhardsbrunn; er wurde zum Abt des Klosters Admont bestellt, wo er von 1091 bis 1101 wirkte.

## Leben
Im Jahre 1091 wurde durch Erzbischof Thiemo von Salzburg, der vor seiner Bischofsweihe – als Professe von Niederaltaich – Abt von St. Peter gewesen war, der Mönch Giselbert zum Abt von Admont bestellt. Abt Giselbert war Thiemo von einer Begegnung in Hirsau, wohin er als papsttreuer Abt von St. Peter ins Exil geflüchtet war, in Erinnerung geblieben. Zum Zeitpunkt seiner Bestellung nach Admont war er Abt von Reinhardsbrunn.
Über seine Regierungszeit wissen wir nur wenig. Inwieweit er als Begründer der Admonter Klosterreform zu sehen ist, ist umstritten. In der großen Stiftsgeschichte Jakob Wichners findet sich lediglich der Hinweis, Giselbert habe Bauern, die sich in der Nähe des Stiftes  angesiedelt hatten, in das Paltental übersiedeln lassen, da er „diesen Umstand der klösterlichen Zucht abträglich erachtete“. Mit Erzbischof Thiemo nahm er am ersten Kreuzzug teil und verstarb am 1. Oktober 1101 wohl in Jerusalem.